# Marija Jurjewna Kirilenko

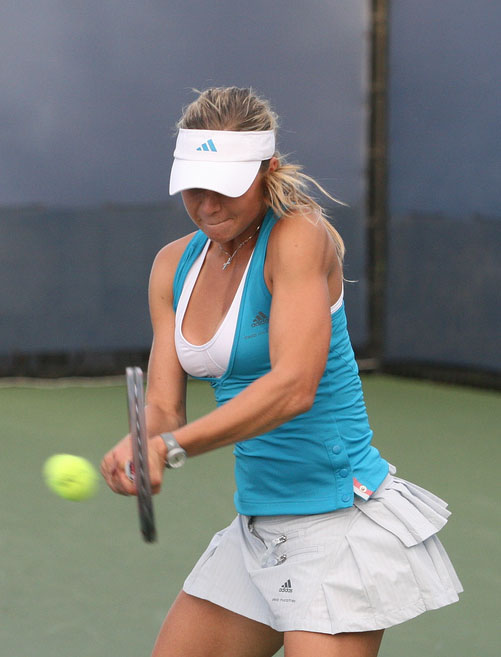
2006 bei den US Open

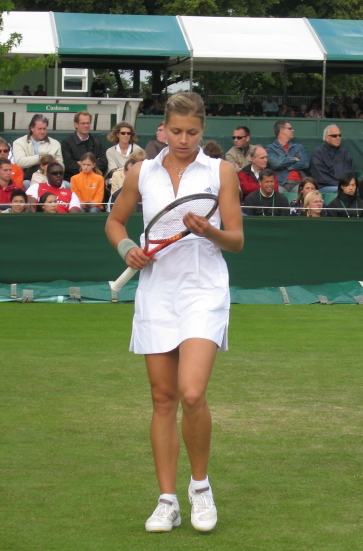
2007 in Wimbledon

Marija Jurjewna Kirilenko (russisch Мария Юрьевна Кириленко, wiss. Transliteration Marija Jur'evna Kirilenko; * 25. Januar 1987 in Moskau, Sowjetunion) ist eine ehemalige russische Tennisspielerin.

## Karriere
Kirilenko begann im Alter von sieben Jahren mit Tennissport. Mit zwölf Jahren wurde sie von Jelena Brjutschowez entdeckt, die für sie ein ganz spezielles Trainingsprogramm zusammenstellte. Nicht einmal drei Jahre später war sie die Beste in ihrer Altersgruppe und die zweitbeste U-18 Spielerin. Zudem wurde sie von bekannten Tennisspielern wie Jewgeni Kafelnikow, Andrei Olchowski und Maks Mirny unterstützt, die sie auch zu Wettkämpfen begleiteten.
2002 konnte sie als eine der jüngsten Spielerinnen die Canadian Open und die US Open der Juniorinnen gewinnen. Ab September 2002 spielte sie regelmäßig auf der WTA Tour. Vom Verletzungspech verfolgt kam sie in der Weltrangliste zunächst kaum voran. 2005 gewann sie beim Turnier von Peking ihren ersten WTA-Titel.

### 2006
Beim Auftaktturnier in Auckland erreichte Kirilenko ihr erstes Viertelfinale, in dem sie an der späteren Finalistin Wera Swonarjowa scheiterte. Bei den Australian Open, bei denen sie die Adidas-Kollektion von Stella McCartney präsentierte, traf sie auf Lindsay Davenport, der sie 4:6, 6:4, 2:6 unterlag. In der Woche darauf erreichte sie in Tokio erneut das Viertelfinale, verlor gegen Martina Hingis aber klar (2:6, 1:6). In Dubai gelang ihr ein Achtungserfolg, als sie Nadja Petrowa mit 6:4, 6:1 besiegte, anschließend unterlag sie Swetlana Kusnezowa in drei Sätzen.
In Miami verlor sie im Achtelfinale gegen die spätere Finalistin Marija Scharapowa in einem hochklassigen Match 6:3, 4:6 und 1:6. Nach dem Erstrundenaus in Warschau (erneut gegen Hingis, der sie beim 5:7, 6:7 alles abverlangte) verlief die Sandplatzsaison recht passabel. In der Woche darauf unterlag sie Justine Henin im Achtelfinale der Qatar Telecom German Open. Bei den French Open kam das Aus gegen Anna-Lena Grönefeld in der dritten Runde, dennoch erreichte Kirilenko erstmals Rang 20 der Weltrangliste.
Schlechter verlief die zweite Jahreshälfte. In Wimbledon verlor sie gleich in Runde eins. Es folgten Erstrundenniederlagen in San Diego, Los Angeles und New Haven. Nur in Montreal konnte sie ein Match gewinnen. Bei den US Open erreichte sie die dritte Runde, in der sie sich Aravane Rezaï geschlagen geben musste. Es folgte eine weitere Niederlagenserie: in Peking kam das Aus als Titelverteidigerin in Runde zwei, in Seoul sowie in Tokio und Moskau war jeweils in Runde eins Endstation, so dass sie auf Position 33 abrutschte. In Zürich zog sie dann ins Viertelfinale ein. Eine Woche später musste sie ihre Erstrundenpartie in Linz wegen Hüftbeschwerden aufgeben und damit die Saison beenden.

### 2007
Zum Saisonauftakt verlor Kirilenko in der zweiten Runde von Gold Coast gegen die spätere Siegerin Dinara Safina und in Hobart ihr Auftaktmatch gegen Sania Mirza. Bei den Australian Open unterlag sie nach Siegen über Karolina Šprem und Julia Wakulenko in Runde drei Kusnezowa mit 1:6, 4:6.
In der ersten Runde der Toray Pan Pacific Open in Tokio musste sie gegen Shahar Peer sowohl im Einzel als auch – mit ihrer Landsfrau Wera Duschewina – im Doppel antreten. Sie besiegten die Israelin und ihre Partnerin Marion Bartoli, tags darauf schlug Kirilenko Shahar Peer auch im Einzel. Es war ihr erster Sieg über eine Top-20-Spielerin seit einem Jahr. Anschließend unterlag sie der Lokalmatadorin Ai Sugiyama. An Nummer 2 gesetzt musste sie sich in Pattaya Nicole Pratt in drei Sätzen knapp geschlagen geben.
In Dubai gewann sie zunächst gegen Monica Niculescu, verlor dann aber in drei engen Sätzen gegen Daniela Hantuchová. Im Doppel kam für Kirilenko und Hingis schon in Runde eins das Aus. Eine Woche später in Doha gewann sie ohne Probleme ihr Auftaktmatch gegen Anne Kremer, das Achtelfinale verlor sie in zwei glatten Sätzen gegen ihre Doppelpartnerin Hingis. Im Doppel konnte die mit einer Wildcard angetretene Paarung das Turnier gewinnen. In Indian Wells kam Kirilenko bis zur dritten Runde und kassierte dort eine klare Niederlage gegen ihre Landsfrau Anna Tschakwetadse.
In Miami kam das Aus nach einem Freilos in Runde zwei gegen Venus Williams, es folgte eine dreiwöchige Pause. In Budapest verlor sie erneut ihr Auftaktmatch gegen Anne Kremer, es folgten drei weitere Erstrundenniederlagen: jeweils in drei Sätzen verlor sie in Oeiras gegen eine Qualifikantin, in Berlin gegen Li Na und in Rom gegen Ai Sugiyama. Bei den French Open erreichte sie Runde zwei, unterlag aber Samantha Stosur nach großem Kampf in drei Sätzen. Beim Turnier in Birmingham bezwang Kirilenko Raquel Kops-Jones mit 6:3, 6:3 und besiegte dann Nathalie Dechy mit 5:7, 6:2 und 6:0; im Achtelfinale verlor sie knapp gegen die spätere Turniersiegerin Jelena Janković (6:3, 3:6 und 5:7). In Eastbourne scheiterte sie gleich in Runde eins an Sybille Bammer (2:6, 3:6).
In Wimbledon verlor sie in Runde eins gegen die als Lucky Loser ins Hauptfeld aufgerückte Alizé Cornet. In Stanford meldete sie sich mit einem Erstrundensieg gegen die in der Weltrangliste zwei Plätze besser notierte Wiktoryja Asaranka zurück, danach scheiterte sie mit 0:6 und 6:75 an Katarina Srebotnik. Beim Turnier in San Diego erreichte sie das Viertelfinale mit Siegen über Hana Šromová, Lucie Šafářová und Jelena Janković, verlor dann aber gegen Jelena Dementjewa. Beim anschließenden WTA-Turnier in Los Angeles erreichte sie durch glatte Siege über Jelena Bowina, Marion Bartoli und Gisela Dulko erneut das Viertelfinale, in dem sie mit 4:6 und 4:6 gegen die spätere Siegerin Ana Ivanović ausschied.
Beim Turnier in Toronto schlug Kirilenko in der ersten Runde Martina Müller, ehe sie gegen Bartoli verletzungsbedingt aufgeben musste. Bei den US Open erreichte sie mit Siegen über Martina Müller und Katerina Srebotnik Runde drei, in der sie Julia Wakulenko unterlag. Nach zweiwöchiger Pause meldete sie sich in Kolkata zurück; mit Siegen über Flavia Pennetta und Hantuchová erreichte sie das Finale, in dem sie sich mit einem 6:0-, 6:2-Sieg über Marija Korytzewa ihren zweiten WTA-Titel sicherte. Eine Woche später in Seoul zog sie erneut ins Finale ein, in dem sie jedoch Venus Williams in drei Sätzen unterlag. Danach musste sie vier Niederlagen in Folge einstecken. Die Saison beendete Kirilenko mit einer Bilanz von 34 Siegen und 27 Niederlagen in den Top 30.

### 2008
Das Jahr begann für sie in Auckland mit dem Einzug ins Viertelfinale, in dem sie Tamira Paszek in zwei Sätzen unterlag. Bei den Australian Open erreichte sie erstmals in ihrer Karriere das Achtelfinale eines Grand-Slam-Turniers, in dem sie gegen Daniela Hantuchová knapp verlor. In Doha scheiterte sie in der zweiten Runde an Anabel Medina Garrigues. Nachdem in Dubai, Bengaluru, Indian Wells und Miami jeweils in der Auftaktrunde Schluss gewesen war, gewann Kirilenko das Tier-IV-Turnier von Oeiras. In Berlin musste sie in der ersten Runde drei Matchbälle gegen Jelena Wesnina abwehren; ihre Achtelfinalpartie verlor sie gegen Jelena Janković. Auch im Achtelfinale von Rom schied sie gegen Janković aus. Bei den French Open unterlag sie in der zweiten Runde überraschend der Qualifikantin Zheng Jie. Mit 15 Siegen von 18 Sandplatzpartien gelang ihr nach zwei Jahren der Sprung zurück in die Top 20. Bei den Rasenturnieren in ’s-Hertogenbosch und Wimbledon verlor sie erneut jeweils ihr Auftaktmatch. Die Hartplatzsaison begann vielversprechend: Viertelfinale in Portorož und Halbfinale in Cincinnati, wo sie mit Nadja Petrowa zudem die Doppelkonkurrenz gewann. Danach folgten drei Niederlagen in Serie, in New Haven, bei den US Open und in Tokio. Das Turnier in Seoul, bei dem sie schon im Jahr zuvor das Finale erreicht hatte, konnte sie diesmal gewinnen. In Tokio und Moskau verlor sie in Runde eins. In Zürich und in Linz schaffte sie jeweils den Einzug in Runde zwei (Niederlagen gegen Francesca Schiavone und Alizé Cornet). Ihre Saisonbilanz: drei Einzel- und ein Doppeltitel.

### 2009
Kirilenko startete mit drei Niederlagen in Folge in Sydney, Melbourne und Dubai. In Monterrey gab sie in der zweiten Runde gegen Lucie Šafářová verletzungsbedingt auf. In Indian Wells verlor sie erneut ihr Auftaktmatch, in Miami unterlag sie in Runde zwei Flavia Pennetta. In Miami erreichte sie als Titelverteidigerin wiederum das Finale, musste sich diesmal aber Roberta Vinci beugen. In Fès verlor sie gegen die Polin Marta Domachowska erneut in der Auftaktrunde. In Oeiras verlor sie als Titelverteidigerin das Viertelfinale in drei Sätzen gegen Jekaterina Makarowa. Es folgten vier Erstrundniederlagen in Madrid, bei den French Open, in Birmingham und in Eastbourne. In Wimbledon überstand Kirilenko erstmals seit 2005 die erste Runde, ehe sie Caroline Wozniacki mit 0:6, 4:6 unterlag. Beim Sandplatzturnier von Båstad scheiterte sie im Viertelfinale erneut an Wozniacki. Zu Beginn der Hartplatzsaison erreichte Kirilenko in Stanford, Los Angeles und Cincinnati jeweils die zweite Runde. Nach überstandener Qualifikation verlor sie in Toronto in Runde eins gegen Pennetta, in New Haven musste sie in der Qualifikation aufgeben. Wie schon 2003, 2006 und 2007 erreichte sie dann mit einem Sieg über Agnieszka Radwańska die dritte Runde der US Open, unterlag dort aber in zwei Sätzen Li Na.
Nach einer dreiwöchigen Pause ging Kirilenko in Seoul an den Start und verlor als Titelverteidigerin im Halbfinale gegen die spätere Siegerin Kimiko Date Krumm. Im dritten Satz kämpfte sie sich nach einem 0:5 noch heran, verlor aber schließlich mit 4:6. In Peking und Osaka war jeweils mit der Auftaktpartie Schluss. In Moskau konnte sie dann erstmals einen Einzelsieg verbuchen; im Viertelfinale unterlag sie der späteren Siegerin Francesca Schiavone. Die Saisonbilanz: 23:25 Siege.
Im Doppel erreichte sie mit Pennetta das Achtelfinale der Australian Open, in Dubai mit Agnieszka Radwańska sogar das Finale. Mit Pennetta gelang ihr in Indian Wells der Einzug ins Halbfinale, in Miami scheiterten die beiden in der zweiten Runde. Zusammen mit Sorana Cîrstea erreichte sie das Finale von Fès und verlor das Viertelfinale in Oeiras. In Madrid ging sie wieder mit Pennetta an den Start, musste aber gleich in Runde eins aufgeben. Bei den French Open schied sie im Achtelfinale aus. Die Rasensaison verlief enttäuschend. Mit Radwańska gelang ihr dann in L.A. der Finaleinzug, bei den US Open erreichte sie mit Wesnina das Viertelfinale. Zum Saisonende gewann sie mit ihrer Landsfrau Petrowa die Doppelkonkurrenz von Moskau, es war der zweite Titelgewinn für die Paarung Kirilenko/Petrowa.

### 2010
In Auckland scheiterte sie im Viertelfinale an Shahar Peer. In Melbourne gelang ihr erstmals der Einzug ins Viertelfinale eines Grand-Slam-Turniers. In ihrem Auftaktmatch schlug sie Scharapowa, die Siegerin von 2008; im Achtelfinale profitierte sie beim Stande von 5:4 von der Aufgabe ihrer Landsfrau Dinara Safina, ehe sie in zwei Sätzen gegen Zheng Jie verlor.
Erstmals erreichte Kirilenko im Doppel (mit Radwańska) das Halbfinale, aus dem Cara Black und Liezel Huber nach drei Sätzen als Siegerinnen hervorgingen.
In Dubai scheiterte sie bereits in der Auftaktrunde, bei den Turnieren in Indian Wells und Miami jeweils in der dritten Runde gegen Caroline Wozniacki. In Marbella und Barcelona schied sie in Runde eins bzw. zwei aus. Nach schwachem Start in die Sandplatzsaison gelang ihr in Rom der Einzug ins Viertelfinale (u. a. schlug sie Swetlana Kusnezowa), in dem sie Serena Williams 1:6, 4:6 unterlag. In der Saison 2010 spielte sie Doppel an der Seite von Radwańska (Ausnahme: Rom), mit der sie in Indian Wells, Miami und bei den Sandplatzturnieren jeweils ins Viertelfinale kam. Nach einer Erstrundenniederlage in Madrid gelang Kirilenko bei den French Open dann der Einzug ins Achtelfinale. Zunächst bezwang sie erneut Kusnezowa, ehe sie der späteren Turniersiegerin Francesca Schiavone unterlag.
Ihre kurze Rasensaison begann in 's Hertogenbosch mit einem Sieg über Ioana Raluca Olaru, in Runde zwei gegen Kirsten Flipkens musste sie aufgeben. In Wimbledon erreichte sie erstmals die dritte Runde und schied dort gegen Kim Clijsters aus (3:6, 3:6). In Stanford, dem ersten Turnier der US Open Series, war erst im Viertelfinale gegen Radwańska Schluss. In San Diego, Cincinnati und Montreal gewann sie im Einzel jeweils nur ein Match, im Doppel aber die Turniere von San Diego (mit Jie Zheng) und Cincinnati (mit Asaranka).
Eine Woche vor den US Open unterlag Kirilenko im Halbfinale von New Haven Nadja Petrowa. Bei den US Open selbst erreichte sie erneut die dritte Runde, in der sie gegen Kusnezowa diesmal den Kürzeren zog. In Seoul schied sie in Runde zwei gegen Safina aus. Auch eine Woche später in Tokio erreichte sie Runde zwei, in der sie gegen Pennetta verlor. In Peking unterlag sie in Runde drei Wera Swonarjowa. In Osaka gab sie ihr Match in Runde zwei auf.
Ihr letztes Turnier der Saison spielte sie wieder in Moskau, wo sie ins Finale kam, dort aber ihrer Doppelpartnerin Asaranka mit 3:6, 4:6 unterlag, nachdem sie im zweiten Satz schon mit 4:0 in Führung gelegen hatte.

### 2011/2012
Kirilenko gewann ihr neuntes WTA-Turnier in der Doppelkonkurrenz, als sie in Madrid mit Asaranka die Paarung Květa Peschke/Katarina Srebotnik in zwei Sätzen besiegte. Bei den French Open kam sie im Einzel 2011 wie 2010 bis ins Achtelfinale. In Wimbledon schied sie in Runde drei mit einer Zweisatzniederlage gegen Titelverteidigerin Serena Williams aus. Im Achtelfinale von Stanford konnte sie Serena dann einen Satz abnehmen. Im Doppel gewann sie mit Asaranka einen weiteren Titel mit einem Finalerfolg über Huber/Raymond. Bei den US Open kam sie mit Siegen über Makarowa, Duschewina und Christina McHale bis ins Achtelfinale; im zweiten Satz gegen Stosur gewann sie beim 2:6, 7:6, 3:6 den längsten Tiebreak (17:15) in der Geschichte der Grand-Slam-Turniere der Frauen. Beim WTA-Turnier in Peking erreichte sie mit Siegen über Julia Görges, Sam Stosur und Tamira Paszek das Viertelfinale, unterlag dort aber Monica Niculescu in einem engen Dreisatzmatch. Am 24. Oktober 2011 erreichte Kirilenko mit Rang fünf ihre höchste Position in der Doppelweltrangliste.
Mit konstanten Leistungen rückte sie auch in der Einzelweltrangliste nach vorne, am 14. Mai 2012 markierte sie mit Platz 16 eine neue persönliche Bestmarke. Bei den French Open kam das Aus jedoch bereits in Runde zwei gegen Klára Zakopalová (4:6, 6:3, 3:6). Im Doppel stand sie an der Seite von Petrowa im Finale, das die Paarung Roberta Vinci und Sara Errani in drei Sätzen gewann. Ihren guten Lauf setzte sie in Wimbledon fort, wo sie erstmals ins Viertelfinale einzog. Gegen die spätere Finalistin Radwańska musste sie sich am Ende mit 5:7, 6:4 und 5:7 geschlagen geben. Im August war Kirilenko die Nummer 12 der Einzel-Weltrangliste. Bei den Olympischen Spielen in London erreichte sie das Halbfinale, das sie gegen Scharapowa mit 2:6 und 3:6 verlor. In der Entscheidung um die Bronzemedaille unterlag sie Asaranka mit 3:6 und 4:6. Bei den WTA Tour Championships in Istanbul feierte sie dann ihren zwölften Doppeltitel auf der Tour. Am Jahresende 2012 stand sie im Einzel auf Platz 14 und im Doppel auf Position 7.

### Seit 2013
Im Februar (gegen die Slowakei) und im April (gegen Japan) bestritt sie 2013 drei Einzelpartien für die russische Fed-Cup-Mannschaft; sie verlor gegen Daniela Hantuchová, besiegte jedoch Dominika Cibulková und Kimiko Date-Krumm. Ihre Fed-Cup-Bilanz weist damit nun drei Siege und vier Niederlagen aus. Ihr erstes Highlight auf der WTA Tour war der Einzug ins Halbfinale von Indian Wells, in dem sie sich Scharapowa in zwei glatten Sätzen geschlagen geben musste. Drei Wochen später, im mexikanischen Monterrey, stand sie erneut im Halbfinale, diesmal unterlag sie Angelique Kerber (4:6, 6:2, 2:6). In Madrid und in Rom erreichte sie jeweils das Achtelfinale, bei den French Open schied sie im Viertelfinale mit 6:73, 2:6 gegen Asaranka aus. Nach einem weiteren Viertelfinale in Eastbourne setzte es gegen Laura Robson in Wimbledon (3:6, 4:6) eine Erstrundenniederlage. Bei den US Open schied sie in Runde drei deutlich mit 1:6, 0:6 gegen Simona Halep aus. In Peking verlor sie im Achtelfinale mit 5:7, 5:7 gegen Serena Williams, ehe sie beim WTA Tournament of Champions ihre Auftaktpartie gegen Cornet im ersten Satz aufgeben musste. Damit war die Saison 2013 für sie beendet.
Ihr letztes Match auf der Tour spielte sie im September 2014. Im Juli 2015 gab sie bekannt, dass sie Mutter geworden ist.

## Turniersiege

### Einzel
| Nr. | Datum              | Turnier   | Kategorie         | Belag             | Finalgegnerin          | Ergebnis       |
| --- | ------------------ | --------- | ----------------- | ----------------- | ---------------------- | -------------- |
| 1.  | 25. September 2005 | Peking    | WTA Tier II       | Hartplatz         | Anna-Lena Grönefeld    | 6:3, 6:4       |
| 2.  | 23. September 2007 | Kalkutta  | WTA Tier III      | Hartplatz (Halle) | Marija Korytzewa       | 6:0, 6:2       |
| 3.  | 20. April 2008     | Oeiras    | WTA Tier IV       | Sand              | Iveta Benešová         | 6:4, 6:2       |
| 4.  | 15. Juni 2008      | Barcelona | WTA Tier IV       | Sand              | María Martínez Sánchez | 6:0, 6:2       |
| 5.  | 28. September 2008 | Seoul     | WTA Tier IV       | Hartplatz         | Samantha Stosur        | 2:6, 6:1, 6:4  |
| 6.  | 3. Februar 2013    | Pattaya   | WTA International | Hartplatz         | Sabine Lisicki         | 5:7, 6:1, 7:61 |

### Doppel
| Nr. | Datum            | Turnier    | Kategorie              | Belag             | Partnerin          | Finalgegnerinnen                    | Ergebnis          |
| --- | ---------------- | ---------- | ---------------------- | ----------------- | ------------------ | ----------------------------------- | ----------------- |
| 1.  | 12. Juni 2004    | Birmingham | WTA Tier III           | Rasen             | Marija Scharapowa  | Lisa McShea Milagros Sequera        | 6:2, 6:1          |
| 2.  | 9. Oktober 2005  | Tokio      | WTA Tier III           | Hartplatz         | Gisela Dulko       | Shinobu Asagoe Maria Vento-Kabchi   | 7:5, 4:6, 6:3     |
| 3.  | 2. März 2007     | Doha       | WTA Tier II            | Hartplatz         | Martina Hingis     | Ágnes Szávay Vladimíra Uhlířová     | 6:1, 6:1          |
| 4.  | 19. April 2008   | Oeiras     | WTA Tier IV            | Sand              | Flavia Pennetta    | Mervana Jugić-Salkić İpek Şenoğlu   | 6:4, 6:4          |
| 5.  | 17. August 2008  | Cincinnati | WTA Tier III           | Hartplatz         | Nadja Petrowa      | Hsieh Su-wei Jaroslawa Schwedowa    | 6:3, 4:6, [10:8]  |
| 6.  | 24. Oktober 2009 | Moskau     | WTA Premier            | Hartplatz (Halle) | Nadja Petrowa      | Marija Kondratjewa Klára Zakopalová | 6:2, 6:2          |
| 7.  | 7. August 2010   | San Diego  | WTA Premier            | Hartplatz         | Zheng Jie          | Lisa Raymond Rennae Stubbs          | 6:4, 6:4          |
| 8.  | 14. August 2010  | Cincinnati | WTA Premier 5          | Hartplatz         | Wiktoryja Asaranka | Lisa Raymond Rennae Stubbs          | 7:64, 7:68        |
| 9.  | 8. Mai 2011      | Madrid     | WTA Premier Mandatory  | Sand              | Wiktoryja Asaranka | Květa Peschke Katarina Srebotnik    | 6:4, 6:3          |
| 10. | 30. Juli 2011    | Stanford   | WTA Premier            | Hartplatz         | Wiktoryja Asaranka | Liezel Huber Lisa Raymond           | 6:1, 6:3          |
| 11. | 31. März 2012    | Miami      | WTA Premier Mandatory  | Hartplatz         | Nadja Petrowa      | Sara Errani Roberta Vinci           | 7:60, 4:6, [10:4] |
| 12. | 28. Oktober 2012 | Istanbul   | WTA Tour Championships | Hartplatz (Halle) | Nadja Petrowa      | Andrea Hlaváčková Lucie Hradecká    | 6:1, 6:4          |

## Karrierestatistik und Turnierbilanz

### Einzel
| Turnier         | 2003 | 2004 | 2005 | 2006 | 2007 | 2008 | 2009 | 2010 | 2011 | 2012 | 2013 | 2014 | Karriere |
| --------------- | ---- | ---- | ---- | ---- | ---- | ---- | ---- | ---- | ---- | ---- | ---- | ---- | -------- |
| Australian Open | —    | Q1   | 2    | 3    | 3    | AF   | 1    | VF   | 2    | 3    | AF   | —    | VF       |
| French Open     | —    | 2    | 1    | 3    | 2    | 2    | 1    | AF   | AF   | 2    | VF   | 1    | VF       |
| Wimbledon       | Q1   | 1    | 2    | 1    | 1    | 1    | 2    | 3    | 3    | VF   | 1    | 2    | VF       |
| US Open         | 3    | 2    | 2    | 3    | 3    | 1    | 3    | 3    | AF   | 3    | 3    | 1    | AF       |

Zeichenerklärung: S = Turniersieg; F, HF, VF, AF = Einzug ins Finale / Halbfinale / Viertelfinale / Achtelfinale; 1, 2, 3 = Ausscheiden in der 1. / 2. / 3. Hauptrunde; Q1, Q2, Q3 = Ausscheiden in der 1. / 2. / 3. Runde der Qualifikation; n. a. = nicht ausgetragen

### Doppel
| Turnier                      | 2001              | 2002              | 2003              | 2004              | 2005              | 2006              | 2007              | 2008              | 2009              | 2010              | 2011              | 2012              | 2013              | 2014              | T / T       | S/N         | Sieg%       |
| ---------------------------- | ----------------- | ----------------- | ----------------- | ----------------- | ----------------- | ----------------- | ----------------- | ----------------- | ----------------- | ----------------- | ----------------- | ----------------- | ----------------- | ----------------- | ----------- | ----------- | ----------- |
| Australian Open              | –                 | –                 | –                 | –                 | 1                 | VF                | AF                | 1                 | AF                | HF                | F                 | AF                | 2                 | –                 | 0 / 9       | 19:8        | 70 %        |
| French Open                  | –                 | –                 | –                 | –                 | 2                 | AF                | 1                 | 2                 | AF                | VF                | VF                | F                 | –                 | 1                 | 0 / 9       | 17:9        | 65 %        |
| Wimbledon                    | –                 | –                 | –                 | –                 | –                 | 1                 | AF                | 2                 | 1                 | 2                 | 1                 | 2                 | 2                 | –                 | 0 / 8       | 6:7         | 46 %        |
| US Open                      | –                 | –                 | –                 | –                 | AF                | AF                | 1                 | 1                 | VF                | AF                | HF                | VF                | –                 | –                 | 0 / 8       | 15:8        | 65 %        |
| WTA Finals                   | –                 | –                 | –                 | –                 | –                 | –                 | –                 | –                 | –                 | –                 | –                 | S                 | –                 | –                 | 1 / 1       | 2:0         | 100 %       |
| Doha                         | andere Kategorie  | andere Kategorie  | andere Kategorie  | andere Kategorie  | andere Kategorie  | andere Kategorie  | andere Kategorie  | 1                 | n. a. bzw. a. K.  | n. a. bzw. a. K.  | n. a. bzw. a. K.  | VF                | –                 | –                 | 0 / 2       | 1:2         | 33 %        |
| Dubai                        | andere Kategorie  | andere Kategorie  | andere Kategorie  | andere Kategorie  | andere Kategorie  | andere Kategorie  | andere Kategorie  | andere Kategorie  | F                 | AF                | HF                | andere Kategorie  | andere Kategorie  | andere Kategorie  | 0 / 3       | 7:3         | 70 %        |
| Indian Wells                 | –                 | –                 | –                 | AF                | HF                | 1                 | –                 | 1                 | HF                | VF                | HF                | AF                | –                 | –                 | 0 / 8       | 13:7        | 65 %        |
| Miami                        | –                 | –                 | –                 | 1                 | VF                | 1                 | 1                 | –                 | AF                | VF                | 1                 | S                 | –                 | –                 | 1 / 8       | 10:7        | 59 %        |
| Berlin                       | –                 | –                 | –                 | –                 | 1                 | AF                | 1                 | AF                | nicht ausgetragen | nicht ausgetragen | nicht ausgetragen | nicht ausgetragen | nicht ausgetragen | nicht ausgetragen | 0 / 4       | 2:4         | 33 %        |
| Madrid                       | n. a. bzw. a. K.  | n. a. bzw. a. K.  | n. a. bzw. a. K.  | n. a. bzw. a. K.  | n. a. bzw. a. K.  | n. a. bzw. a. K.  | n. a. bzw. a. K.  | n. a. bzw. a. K.  | 1                 | VF                | S                 | HF                | –                 | –                 | 1 / 4       | 9:3         | 75 %        |
| Rom                          | –                 | –                 | –                 | –                 | F                 | VF                | –                 | VF                | –                 | VF                | 1                 | VF                | –                 | –                 | 0 / 6       | 11:6        | 65 %        |
| San Diego                    | andere Kategorie  | andere Kategorie  | andere Kategorie  | –                 | AF                | AF                | AF                | n. a. bzw. a. K.  | n. a. bzw. a. K.  | n. a. bzw. a. K.  | n. a. bzw. a. K.  | n. a. bzw. a. K.  | n. a. bzw. a. K.  | n. a. bzw. a. K.  | 0 / 3       | 3:3         | 50 %        |
| Kanada                       | –                 | –                 | –                 | –                 | AF                | VF                | 1                 | F                 | AF                | AF                | F                 | –                 | –                 | –                 | 0 / 7       | 10:5        | 67 %        |
| Cincinnati                   | n. a. bzw. a. K.  | n. a. bzw. a. K.  | n. a. bzw. a. K.  | n. a. bzw. a. K.  | n. a. bzw. a. K.  | n. a. bzw. a. K.  | n. a. bzw. a. K.  | n. a. bzw. a. K.  | AF                | S                 | VF                | –                 | –                 | –                 | 1 / 3       | 7:2         | 78 %        |
| Tokio                        | –                 | –                 | –                 | –                 | –                 | HF                | VF                | VF                | VF                | 1                 | HF                | –                 | –                 | a. K.             | 0 / 6       | 7:4         | 64 %        |
| Moskau                       | –                 | –                 | –                 | –                 | –                 | HF                | 1                 | HF                | andere Kategorie  | andere Kategorie  | andere Kategorie  | andere Kategorie  | andere Kategorie  | andere Kategorie  | 0 / 3       | 4:3         | 57 %        |
| Peking                       | nicht ausgetragen | nicht ausgetragen | nicht ausgetragen | nicht ausgetragen | nicht ausgetragen | nicht ausgetragen | nicht ausgetragen | nicht ausgetragen | –                 | VF                | AF                | HF                | –                 | –                 | 0 / 3       | 4:2         | 67 %        |
| Zürich                       | –                 | –                 | –                 | –                 | –                 | –                 | 1                 | n. a. bzw. a. K.  | n. a. bzw. a. K.  | n. a. bzw. a. K.  | n. a. bzw. a. K.  | n. a. bzw. a. K.  | n. a. bzw. a. K.  | n. a. bzw. a. K.  | 0 / 1       | 0:1         | 0 %         |
| Olympische Spiele            | nicht ausgetragen | nicht ausgetragen | nicht ausgetragen | –                 | nicht ausgetragen | nicht ausgetragen | nicht ausgetragen | –                 | nicht ausgetragen | nicht ausgetragen | nicht ausgetragen | B                 | n. a.             | n. a.             | 0 / 1       | 4:1         | 80 %        |
| Fed Cup                      | –                 | –                 | –                 | –                 | –                 | PO                | –                 | –                 | –                 | –                 | F                 | –                 | –                 | –                 | 0 / 2       | 1:1         | 50 %        |
| Statistik                    | Statistik         | Statistik         | Statistik         | Statistik         | Statistik         | Statistik         | Statistik         | Statistik         | Statistik         | Statistik         | Statistik         | Statistik         | Statistik         | Statistik         | S/N         | S/N         | Sieg%       |
| Turnierteilnahmen            | 3                 | 6                 | 4                 | 9                 | 20                | 20                | 21                | 21                | 20                | 18                | 17                | 16                | 3                 | 4                 | Gesamt: 182 | Gesamt: 182 | Gesamt: 182 |
| Erreichte Finals             | 0                 | 0                 | 0                 | 1                 | 3                 | 1                 | 1                 | 4                 | 4                 | 2                 | 4                 | 5                 | 0                 | 0                 | Gesamt: 25  | Gesamt: 25  | Gesamt: 25  |
| Gewonnene Titel              | 0                 | 0                 | 0                 | 1                 | 1                 | 0                 | 1                 | 2                 | 1                 | 2                 | 2                 | 2                 | 0                 | 0                 | Gesamt: 12  | Gesamt: 12  | Gesamt: 12  |
| Hartplatz-Siege/-Niederlagen | 0:0               | 4:5               | 3:3               | 2:5               | 27:11             | 8:12              | 11:13             | 17:10             | 26:10             | 25:10             | 25:8              | 21:8              | 2:2               | 2:1               | 173:98      | 173:98      | 64 %        |
| Sand-Siege/-Niederlagen      | 5:2               | 0:0               | 3:1               | 2:2               | 6:4               | 8:4               | 2:3               | 8:3               | 6:4               | 7:3               | 9:3               | 9:3               | 0:0               | 1:2               | 66:34       | 66:34       | 66 %        |
| Rasen-Siege/-Niederlagen     | 0:0               | 0:0               | 0:0               | 4:1               | 1:1               | 3:2               | 3:2               | 3:2               | 1:3               | 2:2               | 0:2               | 7:3               | 1:0               | 1:1               | 26:19       | 26:19       | 58 %        |
| Teppich-Siege/-Niederlagen   | 2:1               | 0:0               | 0:0               | 0:0               | 0:0               | 4:2               | 1:1               | 0:0               | 0:0               | 0:0               | 0:0               | 0:0               | 0:0               | 0:0               | 7:4         | 7:4         | 64 %        |
| Gesamt-Siege/-Niederlagen    | 7:3               | 4:5               | 6:4               | 8:8               | 34:16             | 23:20             | 17:19             | 28:15             | 33:17             | 34:15             | 34:13             | 37:14             | 3:2               | 4:4               | 272:155     | 272:155     | 64 %        |
| Sieg%                        | 70 %              | 44 %              | 60 %              | 50 %              | 68 %              | 53 %              | 47 %              | 65 %              | 66 %              | 69 %              | 72 %              | 73 %              | 60 %              | 50 %              | Gesamt:     | Gesamt:     | 64 %        |
| Jahresendposition            | –                 | –                 | 258               | 148               | 27                | 26                | 35                | 24                | 21                | 14                | 7                 | 7                 | 225               | 204               | N/A         | N/A         | N/A         |

Zeichenerklärung: S = Turniersieg; F, HF, VF, AF = Einzug ins Finale / Halbfinale / Viertelfinale / Achtelfinale; 1, 2, 3 = Ausscheiden in der 1. / 2. / 3. Hauptrunde; KF (kleines Finale) = unterlegen im Spiel um Platz drei; RR = Round Robin (Gruppenphase); n. a. = nicht ausgetragen; a. K. = andere Kategorie; PO (Playoff) = Auf- und Abstiegsrunde im Billie Jean King Cup; K1, K2, K3 = Teilnahme in der Kontinentalgruppe I, II, III im Billie Jean King Cup.
Anmerkung: Diese Statistik berücksichtigt alle Ergebnisse im Einzel bei ITF- und WTA-Turnieren. Als Quelle dient die ITF-Seite der Spielerin. Dargestellt sind nur WTA-Turniere der Kategorie Tier I (bis 2008), die WTA-Turniere der Kategorien Premier Mandatory und Premier 5 (2009–2020).

### Mixed
| Turnier         | 2005 | 2006 | 2007 | 2008 | 2009 | 2010 | 2011 | Karriere |
| --------------- | ---- | ---- | ---- | ---- | ---- | ---- | ---- | -------- |
| Australian Open | —    | 1    | AF   | —    | —    | 1    | HF   | HF       |
| French Open     | —    | VF   | —    | —    | —    | —    | —    | VF       |
| Wimbledon       | 2    | —    | —    | HF   | 2    | —    | 1    | HF       |
| US Open         | 1    | —    | —    | —    | —    | —    | —    | 1        |